# Tony Peña, Jr.
Tony Francisco Peña (Santiago, República Dominicana; 23 de mayo de 1981) es un ex lanzador dominicano de Grandes Ligas que jugó para los Medias Rojas de Boston y los Kansas City Royals. Peña jugó en el campocorto hasta la temporada 2009, cuando se convirtió en lanzador.

## Carrera
Peña fue firmado como amateur el 21 de julio de 1999 por los Bravos de Atlanta. Hizo su debut en Grandes Ligas con Atlanta el 13 de abril de 2006. Su primer hit de Grandes Ligas lo logró el 21 de abril contra los Nacionales de Washington. Apareció en 40 juegos para los Bravos, bateando para .227 con un jonrón y tres remolcadas en 44 turnos al bate.
El 23 de marzo de 2007, Peña fue cambiado a los Reales de Kansas City por el prospecto lanzador Erik Cordier. En el primer partido de Peña con los Reales, bateó dos triples. Terminó el año 2007, su primera temporada completa, con un combinado de .267/.284/.356 con dos homeruns y 47 impulsadas. También anotó siete triples y se robó cinco bases.
Peña perdió su trabajo como titular regular a mitad de 2008. De junio a finales de 2008, Peña entraba en juego principalmente como reemplazo defensivo. Peña hizo su debut como lanzador en las Grandes Ligas el 21 de julio, contra los Tigres de Detroit. Lanzó una entrada de 1-2-3 con un ponche de Iván Rodríguez. Peña hizo 75 apariciones en el plato en 46 partidos a través de los últimos cuatro meses de la temporada 2008 y fue designado para asignación por los Reales de Kansas City el 16 de julio de 2009.
El 11 de diciembre de 2009, Peña firmó un contrato de ligas menores con los Gigantes de San Francisco para tratar de ser un lanzador y fue enviado a Richmond Flying Squirrels, el equipo AA de los Gigantes. El 10 de noviembre de 2010, Peña se convirtió en agente libre de ligas menores. El 5 de enero de 2011, firmó un contrato de ligas menores con los Medias Rojas de Boston.

## Trivia
- Es hijo del exjugador de Grandes Ligas Tony Peña.
- Es sobrino de Ramón Peña, quien lanzó para los Tigres de Detroit en 1989.
- En la Liga Dominicana es conocido como T.J. Peña.
- Jugó para las Águilas Cibaeñas 2013 y 2017.
- Jugó para los Olmecas de Tabasco.